# Mary Tyler Moore

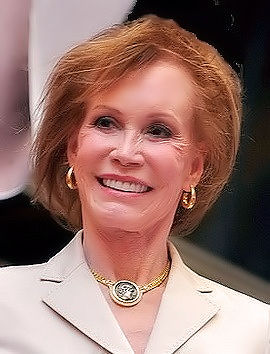
Mary Tyler Moore (2011)

Mary Tyler Moore (* 29. Dezember 1936 in Brooklyn, New York City; † 25. Januar 2017 in Greenwich, Connecticut) war eine US-amerikanische Schauspielerin und Produzentin. Am bekanntesten wurde sie durch ihre Hauptrollen in den Serien The Dick Van Dyke Show (1961–1966) und The Mary Tyler Moore Show (1970–1977).

## Leben
Mary Tyler Moore hatte nach einem Werbespot für Küchengeräte ihren ersten Fernsehauftritt in der Serie Richard Diamond, Private Detective (1957) – allerdings waren nur ihre Beine zu sehen und ihre Stimme zu hören. Bekannt wurde sie durch die Comedyserie The Dick Van Dyke Show (1961–1966), in der sie als Laura Petrie die Ehefrau von Dick Van Dyke spielte. In der ebenfalls sehr erfolgreichen Fernsehserie Mary Tyler Moore (1970–1977) agierte sie in der Hauptrolle der Mary Richards.

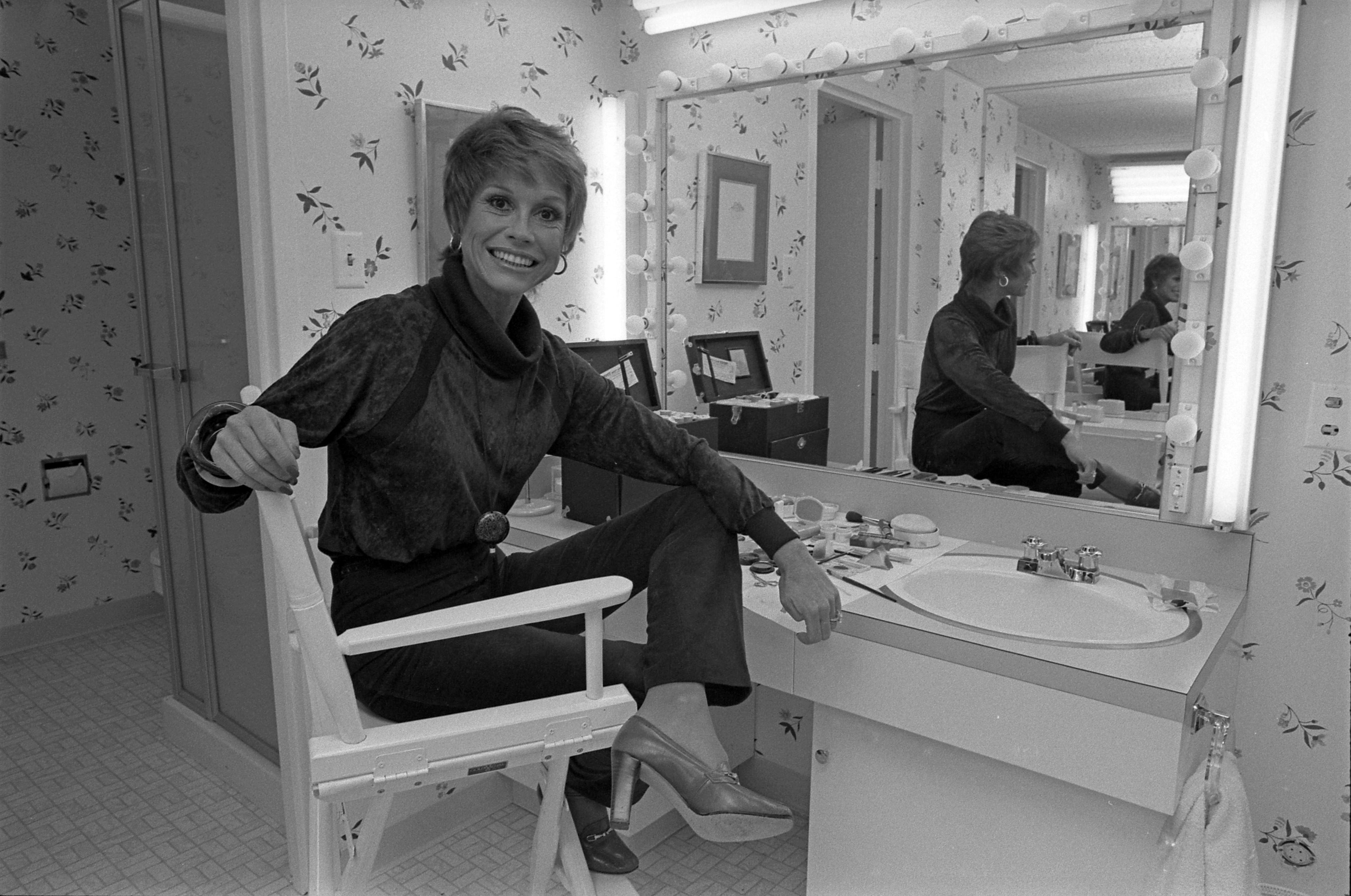
Mary Tyler Moore (1978)

Daneben hatte sie auch eine Reihe von Filmrollen und spielte unter anderem in dem Elvis-Film Ein himmlischer Schwindel mit. Das Lob der Kritiker brachte ihr 1980 die Hauptrolle in Robert Redfords Familiendrama Eine ganz normale Familie ein, für die sie unter anderem den Golden Globe Award und eine Oscar-Nominierung bekam. 1969 gründete sie mit ihrem Ehemann Grant Tinker die Produktionsfirma MTM Enterprises, die sie 1990 an britische Investoren verkaufte und die heute zu 20th Century Fox gehört.
Moore war von 1955 bis 1961 mit Dick Meeker und von 1962 bis 1981 mit Grant Tinker verheiratet. Ihr Sohn aus erster Ehe erschoss sich 1980 versehentlich. Die Waffe, mit der der Unfall passierte, wurde danach vom Markt genommen. Ab 1983 war sie mit Robert Levine verheiratet.
Moore war Diabetikerin und engagierte sich in der American Diabetes Association. 2011 musste sie sich einer Operation wegen eines Meningeoms unterziehen. Unter den Titeln After All (1995) bzw. Growing Up Again: Life, Loves, and Oh Yeah, Diabetes (2009) verfasste sie zwei Autobiografien.
Mary Tyler Moore starb am 25. Januar 2017 im Alter von 80 Jahren.
Ihre deutsche Synchronsprecherin in Eine ganz normale Familie war die Boulevardschauspielerin Chariklia Baxevanos.

## Filmografie
Kinofilme
- 1958: Once Upon a Horse …
- 1961: Die X-15 startklar (X-15)
- 1967: Modern Millie – Reicher Mann gesucht (Thoroughly Modern Millie)
- 1968: Hochzeitsnacht vor Zeugen (What’s So Bad About Feeling Good?)
- 1968: Don’t Just Stand There!
- 1969: Ein himmlischer Schwindel (Change of Habit)
- 1969: Vergiss oder stirb (Run a Crooked Mile)
- 1980: Eine ganz normale Familie (Ordinary People)
- 1982: Six Weeks
- 1986: Just Between Friends
- 1996: Flirting with Disaster – Ein Unheil kommt selten allein (Flirting with Disaster)
- 1996: The Blue Arrow (Stimme)
- 1997: Keys to Tulsa
- 1998: Reno Finds Her Mom (als sie selbst)
- 2002: Cheats
- 2009: Against the Current

Fernsehfilme
- 1969: Run a Crooked Mile
- 1978: Am Anfang weint man (First, You Cry)
- 1984: Heartsounds
- 1985: Finnegan, fang nochmal an! (Finnegan Begin Again)
- 1988: Lincoln
- 1988: Annie McGuire
- 1990: The Last Best Year
- 1993: Mütter ohne Skrupel (Stolen Babies)
- 1995: New York News
- 1996: Stolen Memories: Secrets from the Rose Garden
- 1997: Payback
- 2000: Good as Gold
- 2000: Labor Pains
- 2000: Mary and Rhoda
- 2001: Eine mörderische Familie (Like Mother, Like Son: The Strange Story of Sante and Kenny Kimes)
- 2002: Miss Lettie and Me
- 2003: The Gin Game
- 2003: Blessings
- 2005: Snow Wonder

Fernsehspecials
- 1978: How to Survive the ’70s
- 2004: The Dick Van Dyke Show Revisited

Fernsehserien
- 1959: Richard Diamond, Privatdetektiv (Richard Diamond, Private Detective, 6 Folgen)
- 1959: Bronco (Folge 2x07)
- 1959: New Orleans, Bourbon Street (Folgen 1x04, 1x12)
- 1959–1960: 77 Sunset Strip (3 Folgen)
- 1960: Josh (Wanted: Dead or Alive, Folge 3x05)
- 1961: Surfside 6 (Folge 1x25)
- 1960–1961: Hawaiian Eye (4 Folgen)
- 1961–1966: The Dick Van Dyke Show (158 Folgen)
- 1970–1977: Mary Tyler Moore/Oh, Mary (The Mary Tyler Moore Show, 168 Folgen)
- 1974–1977: Rhoda (6 Folgen)
- 1978: Mary (13 Folgen)
- 1979: The Mary Tyler Moore Hour (11 Folgen)
- 1985–1986: Mary (13 Folgen)
- 1988–1989: Annie McGuire (10 Folgen)
- 1995: New York News (13 Folgen)
- 1997: The Naked Truth (4 Folgen)
- 1999: King of the Hill (Folge 3x21)
- 2005: Die wilden Siebziger (That ’70s Show, 3 Folgen)
- 2008: Lipstick Jungle (Folgen 2x01, 2x09)
- 2011, 2013: Hot in Cleveland (Folgen 2x01, 4x23)

## Broadway
Mary Tyler Moore trat sowohl als Schauspielerin als auch durch ihre Produktionsfirma MTM Enterprises, Inc. am New Yorker Broadway hervor, mit der sie v. a. in den 80er Jahren eine Reihe von Theaterstücken produzierte.
1966: Breakfast at Tiffany’s
1980: Whose Life Is It Anyway?
1983–1985: Noises Off
1985: The Octette Bridge Club
1985: Joe Egg
1985–1986: Benefactors
1987: Safe Sex
1988: Sweet Sue

## Auszeichnungen

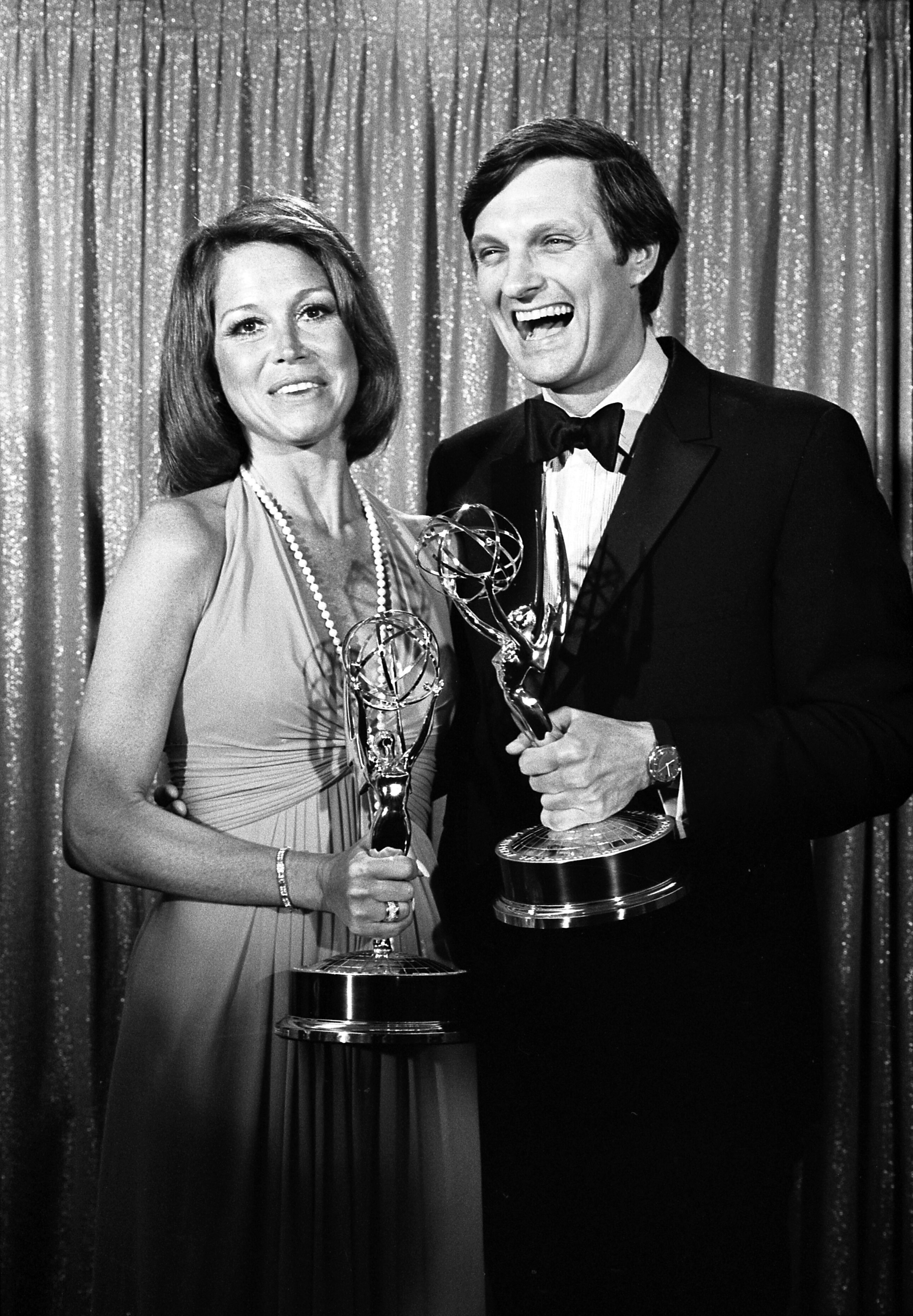
Mary Tyler Moore mit Alan Alda bei der Emmy-Verleihung (1974)

Oscar
- Nominierung

1981: Beste Hauptdarstellerin (Eine ganz normale Familie)
British Academy Film Award
- Nominierung

1982: Beste Hauptdarstellerin (Eine ganz normale Familie)
Chlotrudis Award
1997: Beste Nebendarstellerin (Flirting with Disaster – Ein Unheil kommt selten allein)
Emmy
- Auszeichnungen

1964: Herausragende fortlaufende Darbietung einer Hauptdarstellerin in einer Serie (The Dick Van Dyke Show)
1966: Herausragende Hauptdarstellerin in einer Comedyserie (The Dick Van Dyke Show)
1973: Herausragende Hauptdarstellerin in einer Comedyserie (Mary Tyler Moore)
1974: Schauspielerin des Jahres in einer Serie (Mary Tyler Moore)
1974: Beste Hauptdarstellerin in einer Comedyserie (Mary Tyler Moore)
1976: Herausragende Hauptdarstellerin in einer Comedyserie (Mary Tyler Moore)
1993: Herausragende Nebendarstellerin in einer Miniserie oder einem Special (Mütter ohne Skrupel)
- Nominierungen

1963: Herausragende fortlaufende Darbietung einer Hauptdarstellerin in einer Serie (The Dick Van Dyke Show)
1971: Herausragende Hauptdarstellerin in einer Comedyserie (Mary Tyler Moore)
1972: Herausragende Hauptdarstellerin in einer Comedyserie (Mary Tyler Moore)
1975: Herausragende Hauptdarstellerin in einer Comedyserie (Mary Tyler Moore)
1977: Herausragende Hauptdarstellerin in einer Comedyserie (Mary Tyler Moore)
1979: Herausragende Hauptdarstellerin in einer limitierten Serie oder einem Special (Am Anfang weint man)
1985: Herausragende Hauptdarstellerin in einer limitierten Serie oder einem Special (Heartsounds)
1988: Herausragende Hauptdarstellerin in einer Miniserie oder einem Special (Lincoln)
Golden Apple Award
1971: Weiblicher Star des Jahres
1980: Weiblicher Star des Jahres
Golden Globe Award
- Auszeichnungen

1965: Bester weiblicher Fernsehstar (The Dick Van Dyke Show)
1971: Beste Serien-Hauptdarstellerin – Komödie oder Musical (Mary Tyler Moore)
1981: Beste Hauptdarstellerin – Drama (Eine ganz normale Familie)
- Nominierungen

1972: Beste Serien-Hauptdarstellerin – Komödie oder Musical (Mary Tyler Moore)
1973: Beste Serien-Hauptdarstellerin – Komödie oder Musical (Mary Tyler Moore)
1974: Beste Serien-Hauptdarstellerin – Komödie oder Musical (Mary Tyler Moore)
1975: Beste Serien-Hauptdarstellerin – Komödie oder Musical (Mary Tyler Moore)
1976: Beste Serien-Hauptdarstellerin – Komödie oder Musical (Mary Tyler Moore)
1977: Beste Serien-Hauptdarstellerin – Komödie oder Musical (Mary Tyler Moore)
Goldene Himbeere
- Nominierung

1983: Schlechteste Schauspielerin (Ein Hauch von Glück)
People’s Choice Award
1975: Beliebteste Fernsehschauspielerin
1976: Beliebteste Allround-Entertainerin
1978: Beliebteste Fernsehschauspielerin
1979: Beliebteste Fernsehschauspielerin
Tony Award
- Auszeichnungen

1980: Special Tony Award (Whose Life Is It Anyway?)
1985: Beste Wiederaufnahme eines Stückes oder Musicals (Joe Egg)
- Nominierungen

1984: Bestes Stück (Noises Off)
1986: Bestes Stück (Benefactors)
Mary Tyler Moore erhielt weiterhin 1987 den American Comedy Award für ihr komödiantisches Lebenswerk und 2002 den David Angell Humanitarian Award für ihr soziales Engagement. 1981 wurde sie von der Theatergesellschaft Hasty Pudding zur „Frau des Jahres“ gewählt. 1984 erhielt sie den Women in Film Crystal Award und im Jahr 2007 den Television Critics Association Award für ihr Lebenswerk. 2011 wurde ihr der Screen Actors Guild Life Achievement Award zugesprochen.
Sie ist mit einem Stern auf dem Hollywood Walk of Fame verewigt.